# Natuurpark Monasterio de Piedra

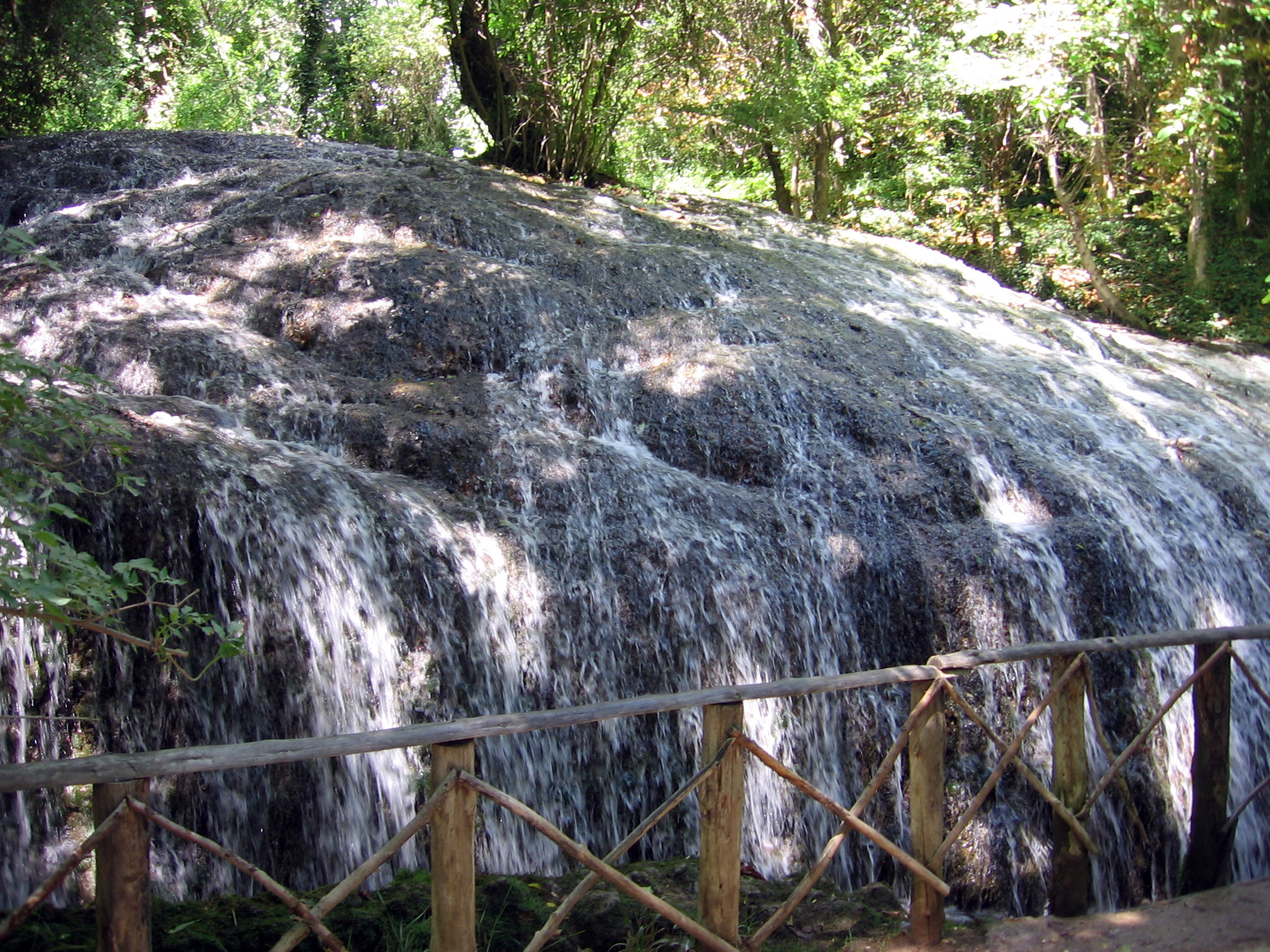

Het Natuurpark Monasterio de Piedra (Spaans: Parque natural del Monasterio de Piedra) is een natuurpark in Aragón in Spanje. Het natuurpark werd opgericht in 2006 en is 27073 hectare groot. Het natuurpark omvat bossen en watervallen rond het klooster Monasterio de Piedra.